# Shaver Lake (Kalifornija)
Shaver Lake je naseljeno područje za statističke svrhe u američkoj saveznoj državi Kalifornija. Prema popisu stanovništva iz 2010. u njemu je živjelo 634 stanovnika.